# Остапчук Ярослав Олександрович
Яросла́в Олекса́ндрович Остапчу́к (6 грудня 1980 — 13 серпня 2014) — солдат 30-ї окремої механізованої бригади Збройних сил України, учасник російсько-української війни.

## Життєвий шлях
Народився 1980 року в місті Новоград-Волинський (Житомирська область). Закінчив Новоград-Волинську ЗОШ № 7, пройшов строкову військову службу в лавах Збройних Сил України. Мешкав у селі Теснівка, працював механіком, знався на ремонті дизельних двигунів.
У часі війни мобілізований навесні 2014 року. Після мобілізації продовжував ремонтувати техніку, солдат, старший механік-водій розвідувального взводу розвідувальної роти 30-ї ОМБр. Учасник боїв за Савур-могилу.
Загинув у боях біля села Степанівка — його БМП підірвався на фугасі.
Залишились мама, дружина Лілія та двоє синів.
Похований в селі Теснівка 20 серпня 2014-го.

## Нагороди та вшанування
За особисту мужність і героїзм, виявлені у захисті державного суверенітету та територіальної цілісності України, вірність військовій присязі під час російсько-української війни, відзначений — нагороджений
- орденом «За мужність» III ступеня (15.5.2015, посмертно)
- у жовтні 2015 року на будівлі Новоград-Волинської загальноосвітньої школи № 7 відкрито меморіальну дошку на честь випускників, які загинули під час війни на сході України, серед них є ім'я Ярослава Остапчука.
- Його портрет розміщений на меморіалі «Стіна пам'яті полеглих за Україну» у Києві: секція 2, ряд 5, місце 40.
- Вшановується 14 серпня на щоденному ранковому церемоніалі вшанування українських захисників, які загинули цього дня у різні роки внаслідок російської збройної агресії[1].
- почесний громадянин Звягеля (посмертно; рішення Новоград-Волинської міської ради від 24.07.2020 № 1002)[2]